# Paragripopteryx anga
Paragripopteryx anga är en bäcksländeart som beskrevs av Froehlich 1969. Paragripopteryx anga ingår i släktet Paragripopteryx och familjen Gripopterygidae. Inga underarter finns listade i Catalogue of Life.